# It's a Small World
It's a Small World (oficialmente denominado "PEPSI Presents Walt Disney’s ‘It’s a Small World’, a Salute to UNICEF and the World’s Children") é um passeio sombrio em água, localizado na área de Fantasyland nos vários parques e resorts da Walt Disney em todo o mundo; estes incluem: Disneyland Park, em Anaheim, Califórnia; o Magic Kingdom no Walt Disney World Resort em Bay Lake, Flórida; Tokyo Disneyland, Disneyland Paris; e Hong Kong Disneyland, cuja versão inaugural estreou originalmente na Feira Mundial de Nova York de 1964 antes de se mudar permanentemente para a Disneylândia. O passeio apresenta mais de 300 crianças audio-animatrônicas em trajes tradicionais de culturas de todo o mundo, brincando com um espírito de unidade internacional e cantando a música-título da atração, que tem um tema de paz global. Segundo o Time.com, música-título da atração, composta pelos Sherman Brothers, é a música mais executada publicamente de todos os tempos..

## História
Fabricada no Walt Disney Studios em Burbank como Children of the World, foi criada pela WED Enterprises e enviada ao pavilhão UNICEF da Feira Mundial de Nova York de 1964, patrocinado pela Pepsi, onde apresentava na sua entrada uma escultura cinética, The Tower of the Four Winds, um móvel de rotação constante de 120 pés criado pelo designer da WED, Rolly Crump. Foi adicionado a quatro atrações — Magic Skyway (Ford), Great Moments with Mr. Lincoln (Illinois), The Carousel of Progress (General Electric) e CircleVision 360 (Kodak) — já em desenvolvimento, que foram usados pela Disney para patrocinar, financiar e testar conceitos e desenvolver sistemas de passeio e entretenimento inovador que serão movidos e reconstruídos na Disneylândia após o fechamento da Feira Mundial em 1966.
O Conselho de Administração da Pepsi demorou tanto para concordar com o tipo de atração a patrocinar que o ex-membro do conselho e a viúva do ex-presidente da empresa Alfred Steele, atriz Joan Crawford, prevaleceram sobre sua antiga amiga de Hollywood Walt Disney para projetar essa atração como faria. ser adequado para a Pepsi. Devido ao curto tempo de espera para projetar, criar e construir essa atração, ela insistiu que o conselho de administração aceitasse sua proposta, visto que ele já estava projetando atrações para o estado de Illinois, Ford, General Electric e Kodak e sabia que Walt era o único que poderia realizar tal feito no curto espaço de tempo que faltava até a abertura da feira. A WED Enterprises recebeu apenas 11 meses para criar e construir o pavilhão.
Mary Blair foi responsável pelo design caprichoso da atração e estilo de cores. Blair havia sido diretora de arte em vários filmes de animação da Disney, incluindo Cinderela, Alice no País das Maravilhas e Peter Pan. Como muitas atrações da Disneylândia, cenas e personagens foram desenhados por Marc Davis, enquanto sua esposa, Alice Davis, desenhou os figurinos para as bonecas. Rolly Crump projetou os brinquedos e outras figuras suplementares em exibição. As bonecas animadas foram projetadas e esculpidas por Blaine Gibson. Walt esteve pessoalmente envolvido com o desenvolvimento de Gibson e Greg S. Marinello do design facial das bonecas; cada rosto de boneca animada tem uma forma completamente idêntica.
A Arrow Development estava profundamente envolvida no design dos barcos de transporte de passageiros e no sistema de propulsão da atração. Duas patentes registradas pela equipe da Arrow Development e atribuídas à The Walt Disney Company ilustram os barcos de passageiros e os sistemas de orientação de veículos com recursos muito semelhantes aos utilizados posteriormente na instalação da atração na Disneylândia. A empresa é creditada com a fabricação da instalação da Disneylândia.

### Música/melodia
"Children of the World" foi o título de trabalho da atração. Sua trilha sonora provisória, que pode ser ouvida no álbum, apresentava os hinos nacionais de cada país representados ao longo do percurso, todos tocando ao mesmo tempo, o que resultou em cacofonia desarmônica. Walt conduziu um passeio pelo modelo de atração em escala com seus compositores Robert B. Sherman e Richard M. Sherman, dizendo: "Eu preciso de uma música que possa ser facilmente traduzida em vários idiomas e tocada como uma rodada". Os irmãos Sherman escreveram "It's a Small World (After All)" após a Crise dos Mísseis Cubanos de 1962, que influenciou a mensagem da música de paz e fraternidade. Quando o apresentaram pela primeira vez a Walt, tocaram como uma balada lenta. Walt pediu algo mais alegre, então eles aceleraram o ritmo e cantaram em contraponto. Walt ficou tão encantado com o resultado final que renomeou a atração "It's a Small World" após a música dos Sherman Brothers.[carece de fontes?]
Robert J. Sherman, filho mais novo de Robert B. Sherman, afirmou que esta música é a peça musical mais executada e traduzida da Terra. Em 2014, estimou-se que a música tivesse tocado quase 50 milhões de vezes em todo o mundo apenas nas atrações, superando as estimativas de rádio e TV de You're Lost That Lovin 'Feelin' e Yesterday, que se acreditava terem sido tocadas pelo menos oito e sete milhões de vezes, respectivamente.
Um terceiro verso comemorando o 50º aniversário da atração foi escrito e popularizado, mas não incorporado ao passeio.

## Instalações globais

### Feira Mundial de Nova York de 1964

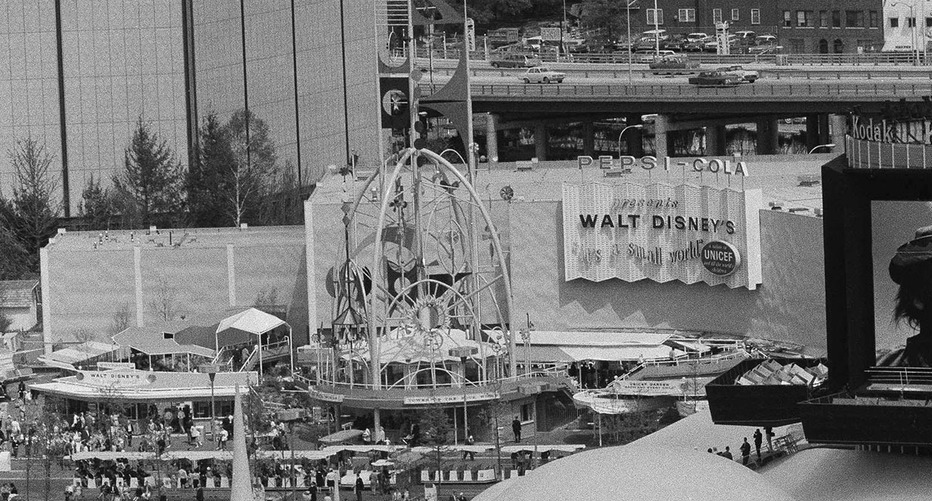
A atração estreou na Feira Mundial de Nova York de 1964

A primeira encarnação de It's a Small World, que estreou na Feira Mundial de Nova York de 1964, foi uma reflexão tardia e quase não aconteceu. A Ford e a General Electric contrataram a Disney desde o início para criar seus pavilhões para a Feira Mundial de Nova York de 1964 . A WED Enterprises já trabalhava há muito tempo no desenvolvimento de uma "boneca de dança" projetada para reproduzir o movimento humano, resultando em um áudio-animatrônico bruto, criado como Abraham Lincoln quando o Estado de Illinois se aproximou da Disney para criar o Pavilhão de Illinois, representantes do estado instantaneamente. aprovado após ser "introduzido" na figura de proa robótica. Uma exibição CircleVision de 360 ° em tela ampla para o pavilhão da Kodak também estava sendo planejada como uma melhoria em relação ao Circarama, tela de formato onze 4: 3 da Disneylândia existente (que mais tarde falhou no prazo de instalação para abertura) quando a Pepsi abordou a Disney com um plano para homenagem à UNICEF. 
Disney parecia ser o showman para nos dar o pacote que queremos... Ele é ótimo. Ele tem as mãos em mais tigelas do que qualquer um que eu já vi, mas ele realiza o que ele se propõe a fazer. — J.G. Mullaly, gerente de programas da Ford World Fair. 
22 de abril de 1964 – dia de abertura
"Uma saudação às crianças do mundo, projetada por Walt Disney, apresenta figuras animadas brincando em cenários em miniatura de muitas terras. Os visitantes são transportados pelas cenas em pequenos barcos. Em um edifício adjacente, a Pepsi patrocina exposições do Comitê dos EUA para o Fundo das Nações Unidas para a Infância. Acima do pavilhão, ergue-se a Torre dos Quatro Ventos, com 90 metros de altura, uma criação fantasiosa de formas coloridas que dançam e se revolvem na brisa." – Livro guia oficial de 1965 da Feira Mundial de Nova York
A atração foi incrivelmente bem-sucedida. Dez milhões de ingressos de 60¢ e 95¢ para crianças e adultos, respectivamente, foram coletados em duas temporadas de meio ano e os recursos foram doados ao UNICEF. Enquanto outras atrações tinham filas nas portas, parecia haver sempre um assento disponível a bordo do It's a Small World. Sua alta capacidade por passageiro por hora foi reconhecida como uma inovação valiosa e foi incorporada indireta e diretamente em atrações futuras. Piratas do Caribe estavam em construção na Disneylândia como uma passagem subterrânea. Esse design foi descartado à medida que o concreto foi quebrado, para que barcos semelhantes passassem por cenas que (porque a duração da cena original não era reduzida) agora eram diferentes a cada viagem, outro conceito que influenciava para sempre o design e a popularidade das atrações.[carece de fontes?]

### Disneyland
Os barcos entram no prédio do espetáculo através de um túnel sob o relógio Small World e emergem da atração quinze minutos depois. O interior do prédio é maior que a fachada. Os viajantes vêem bonecos animatrônicos em trajes tradicionais locais cantando "É um mundo pequeno (afinal)" juntos, cada um em seu idioma nativo. Os barcos transportam viajantes enquanto visitam as regiões do mundo.
Outras instalações do parque da Disney enrolam a calha em torno de uma grande sala, enfatizando o tema de que o mundo é pequeno e interconectado. Cada instalação pode variar os países representados e a ordem em que aparecem. Os barcos são armazenados atrás da fachada e entram e saem nos bastidores entre a sala espanhola.

#### Exterior

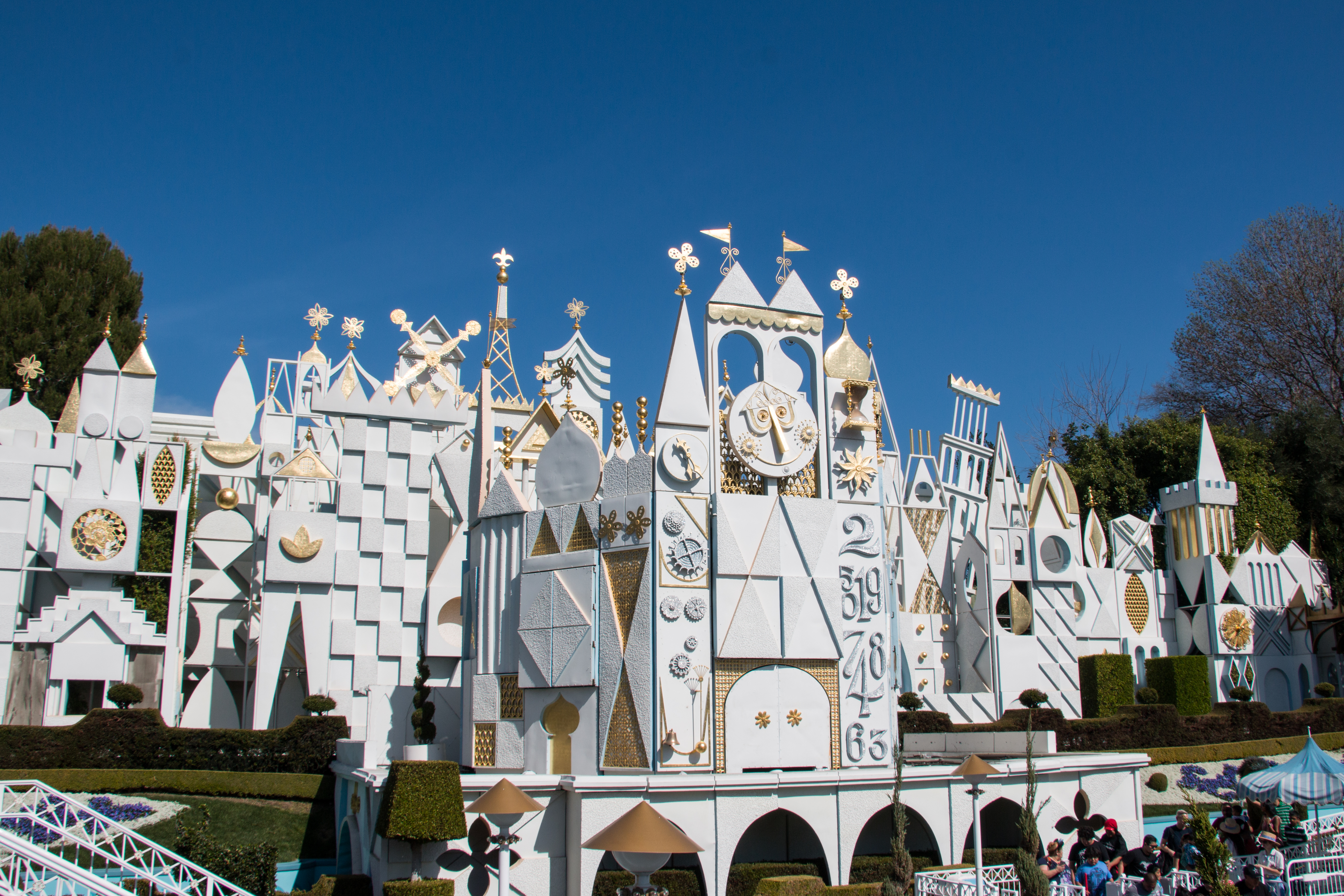
É um mundo pequeno na Disneylândia

A Torre dos Quatro Ventos não foi realocada para It's a Small World, da Disneylândia, depois da Feira Mundial de Nova York; em seu lugar há uma calha oval externa e uma fila de embarque decorada com topiaria apoiada por uma grande fachada plana com torres, torres e minaretes estilizados que lembram vagamente os marcos mundiais (como a Torre Eiffel e a Torre Inclinada de Pisa). A fachada foi projetada pelo Disney Imagineer Rolly Crump, que foi inspirado pelo estilo de Mary Blair. Walt Disney pediu a Rolly para projetar um grande relógio de dez metros, uma característica central da fachada externa, com um rosto sorridente que balançava para frente e para trás com um som de tique-taque.
Um desfile de bonecas de madeira em trajes da cultura nativa dança de portas na base do relógio Small World até uma versão instrumental de soldado de brinquedo de "É um mundo pequeno (afinal)", em preparação para cada quarto de hora, remanescente de um europeu relógio de autômato. Quando o último boneco retorna ao relógio, as portas do desfile se fecham e as grandes portas centrais se abrem para revelar dois blocos gigantes de brinquedos - o grande exibe números estilizados da hora, o pequeno exibe os minutos, enquanto os sinos grandes e pequenos pedágio para contar as horas e os quartos.
O exterior foi sutilmente repintado ao longo dos anos, primeiro como todo branco com detalhes em ouro/prata, depois em vários tons de azul, depois em rosa e branco com detalhes em tons pastel. Partes do lado esquerdo da fachada original foram removidas em 1993 para abrir espaço para a entrada de Mickey's Toontown. A partir de 2015, a fachada é branca com detalhes dourados como em 1966, exceto a pintura original em ouro e prata do relógio, a face sorridente do relógio, agora é totalmente folha de ouro. Os jardins ao redor do edifício são decorados com animais da topiaria.
Durante as férias de 2005-2006, uma elaborada apresentação multimídia foi projetada na fachada externa, registrando padrões de cores correspondentes à fachada a cada quinze horas após o anoitecer. Os hóspedes foram incentivados a ver o popular Remember... Dreams Come True apresentação de fogos de artifício do It's a Small World Mall e da plataforma de observação de desfiles nas proximidades, construída para Light Magic (que incluía uma área para fumantes, agora relocalizada sob a faixa de monotrilho entre Matterhorn Bobsleds e Autopia) para diminuir a multidão esmagadora reunida para assistir aos fogos de artifício espetaculares em Plaza e Main Street.

#### Remodelação com bonecas novas
"It's a Small World", da Disneyland, foi fechado de janeiro a novembro de 2008 (fechado e reaberto na versão de feriado, pulando a temporada de verão) para receber uma grande reforma. A estrutura do edifício foi aprimorada, foram criados acessórios permanentes para a sobreposição "É um feriado mundial pequeno", a calha de água foi substituída e sua propulsão foi aprimorada para turbinas a jato de água elétricas, e os antigos barcos de fibra de vidro da atração foram redesenhados em plástico durável. A reforma adicionou 29 novos personagens da Disney, cada um em sua terra natal de maneira semelhante à versão de Hong Kong Disneyland.
Sylvania concordou em um patrocínio de doze anos. Em 2014, o logotipo do patrocinador na entrada da atração mudou para o da Siemens, empresa controladora da Sylvania.

#### The Magic, the Memories and You
Como parte da Disney "Let the Memories Begin" campanha para 2011, um show de projeção noturna estreou no Disneyland's It's a Small World in Anaheim em 27 de janeiro de 2011. The Magic, the Memories and You mostram sequências projetadas de atrações e personagens da Disney ambientados na música da Disney na fachada externa do It's a Small World para preencher seus recursos arquitetônicos, personalizados com fotografias e vídeos exclusivos de visitantes do parque, tirados naquele dia pelo elenco do Disney PhotoPass membros. O show também existia no Magic Kingdom do Walt Disney World, mas foi projetado no Castelo da Cinderela . Quando a campanha "Let the Memories Begin" chegou ao fim, o programa terminou no Dia do Trabalho, em 3 de setembro de 2012 nos dois locais. A versão da Flórida acabou sendo substituída por Celebrate the Magic no outono de 2012 e mais tarde por Once Upon a Time em 2016. A música tema The Magic, The Memories and You mais tarde reescrita para Celebrate! Tokyo Disneyland como parte da celebração do 35º aniversário do Tokyo Disney Resort, que estreou na Tokyo Disneyland em 10 de julho de 2018, que também foi um aceno e homenagem ao antigo show de projeção noturna.

### Magic Kingdom
Em 1º de outubro de 1971, uma versão do passeio foi aberta no Walt Disney World Fantasyland, na Flórida, dentro do Magic Kingdom. A fila de embarque foi construída no interior, e a fachada tridimensional que é vista ao ar livre nos outros parques da Disney foi localizada em uma escala um pouco menor ao longo da distante parede. O relógio não tem desfile de bonecas de madeira e, em vez disso, vai direto para abrir o par central de portas para revelar a hora. A empresa de brinquedos Mattel patrocinou a atração de 1991 a 1998, quando transferiu seu patrocínio para outra atração do Magic Kingdom, a Buzz Lightyear's Space Ranger Spin na vizinha Tomorrowland desde a abertura dessa atração em 1998 até 1999, quando também retirou o patrocínio dessa atração, terminando assim a história da Mattel como patrocinadora do Walt Disney World. 
Versão do Magic Kingdom
- Relógio do Magic Kingdom Small World
- Torre Eiffel na fila

### Tokyo Disneyland

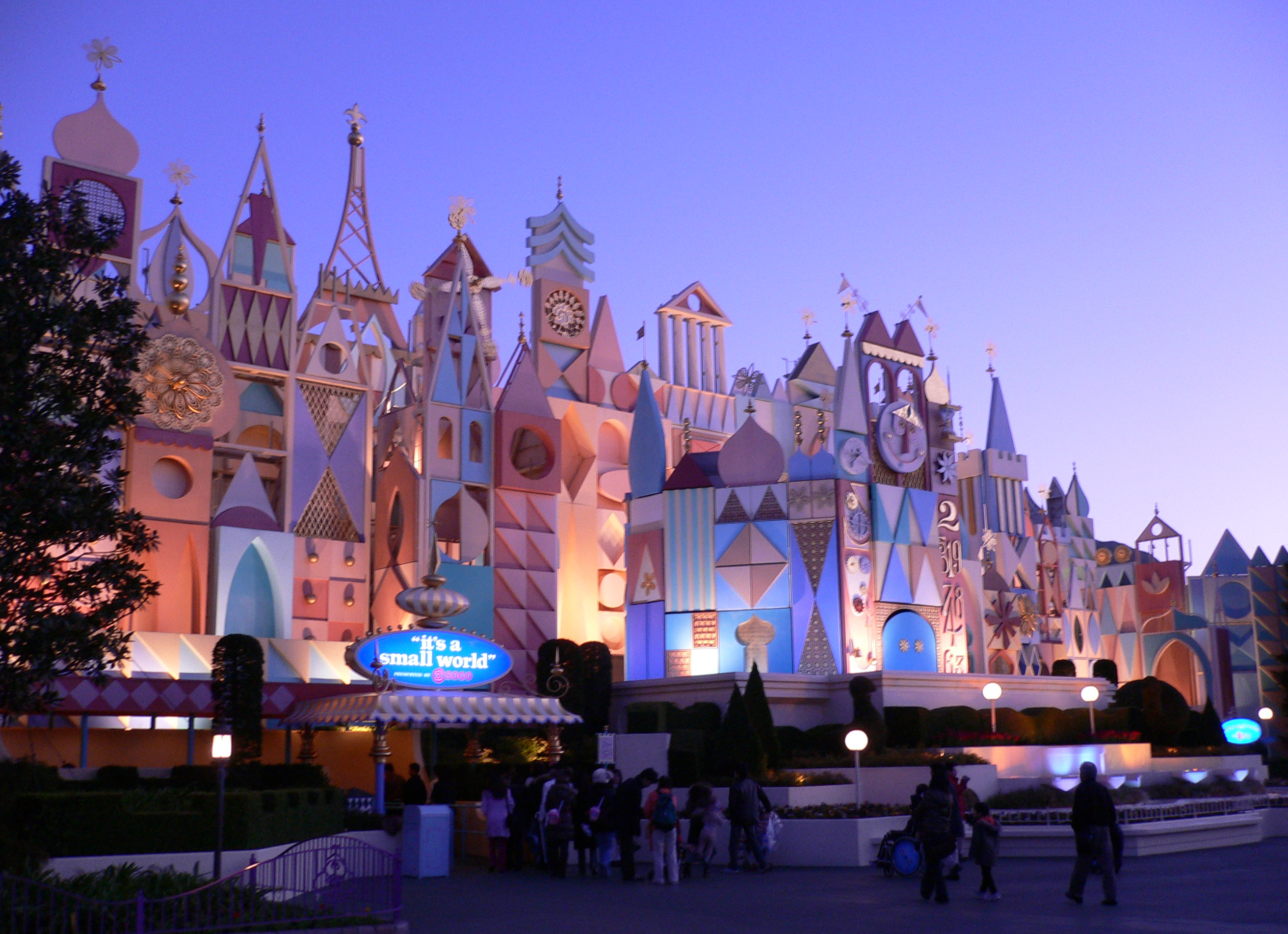
It's a Small World na Disneylândia de Tóquio antes da reforma de 2018

A versão de Tokyo Disneyland da atração é idêntica em layout à versão do Magic Kingdom, exceto pelas seguintes diferenças:
- O design da fachada é uma réplica quase completa da contraparte da Califórnia sob um esquema de cores diferente, semelhante à versão da Disneylândia nos anos 90.
- A área de carregamento é dividida em duas zonas em vez de uma.
- Uma sala de boas-vindas foi adicionada durante a reforma de 2018, semelhante à da versão da Califórnia.
- Há cenas com vários personagens da Disney redesenhados no estilo de Mary Blair que foram adicionados durante a reforma de 2018.
- A sala Asian apresenta conjuntos e bonecas radicalmente diferentes para o Japão e a China, em comparação com a versão do Magic Kingdom. Uma faixa em mandarim foi adicionada à seção China na reforma de 2018.
- O passeio usa uma gravação diferente e mais recente da música cantada em japonês, criada especificamente para esta versão, em vez da gravação japonesa original. A faixa vocal é usada tanto na sala asiática quanto na sala final.
- As paredes dos quartos African, South American e Polynesian são pintadas em cores semelhantes à versão do Magic Kingdom antes de sua renovação em 2005, em comparação com as paredes pretas atuais da versão do Magic Kingdom.
- A sala Polynesian tem vocais cantando em inglês.
- A sala Goodbye se assemelha à encontrada na versão da Califórnia.

#### Reforma de 2018
Em 1 de março de 2017, a versão de Tokyo It's the Small World da Tokyo Disneyland foi fechada para reforma para sua primeira grande atualização desde a abertura do parque em 1983. Reaberta em 8 de abril de 2018 coincidindo com o 35º aniversário da Tokyo Disneyland, a atração contou com 40 personagens de propriedades da Disney, incluindo Cinderella, Alice in Wonderland, Peter Pan, The Aristocats, Brave, The Little Mermaid, Aladdin, Pinóquio, The Jungle Book, The Lion King, Hercules, The Three Caballeros, Mulan, Tangled, Lilo & Stitch, Frozen, Finding Nemo e Moana, semelhantes aos seus homólogos na Califórnia e Hong Kong.
A atração foi inicialmente definida para ser realocada para outra área em Fantasyland, com uma nova fachada semelhante à da Califórnia, como parte dos planos de expansão originais anunciados em outubro de 2014 para o resort nos próximos dez anos, antes de serem revisados e atualizados. A versão atualizada da atração foi inaugurada em 8 de abril de 2018, revelando um esquema de cores refeito para a fachada, um novo som e música de parada (semelhantes aos usados em Hong Kong e Anaheim), uma área de carregamento totalmente refeita apelidada de “Small World Station”, uma nova sala de boas-vindas, uma sala de despedida prolongada, peças refeitos e faixas de música novas para o passeio, incluindo uma faixa em mandarim adicionada à cena da China anteriormente exclusiva da versão de Hong Kong, juntamente com a Disney acima mencionada personagens.

## Na cultura popular

### Filme

#### Aparições em longas-metragens
- No filme da Disney, The Lion King (1994), Scar diz a Zazu para cantar algo "com algum balanço".[a] Zazu começa a cantar "It's a Small World", mas Scar, irritado, o impede, levando Zazu a mudar para "I've Got a Lovely Bunch of Coconuts". Na segunda sequência do filme, The Lion King 1½ (2004), Timon cantarola a música para si mesmo enquanto espera por Pumba.
- Chip Hazard recita a linha de refrão em Small Soldiers.
- No filme Shrek, o parque temático de Lord Farquaad parodia o passeio musical It's a Small World com bonecos cantando "Duloc is a perfect place".
- No filme da Disney Around the World in 80 Days, a música é ouvida durante os créditos finais, interpretados por Baha Men .
- No filme da Nickelodeon, Rugrats in Paris: The Movie, os bebês e suas famílias visitam um parque temático chamado EuroReptarland, que tem uma paródia chamada Ooey-Gooey World.
- Em 22 de abril de 2014, foi anunciada uma franquia de longas-metragens sobre o passeio, a ser dirigida por Jon Turteltaub, escrita por Jared Stern, e produzida por Turteltaub, Stern e Dan Lin. Nenhuma data de lançamento foi anunciada.[26]
- O filme da Disney, Tomorrowland, lançado em maio de 2015, apresenta a atração It's a Small World na Feira Mundial de Nova York de 1964. No filme, ele é retratado como ocultando uma entrada escondida para o Tomorrowland, acessível pela posse de um alfinete em "T".
- Uma paródia do parque, chamada "It's a Boko (ボコ; "Beat-Up") World", aparece no filme de animação japonesa Girls und Panzer der Film, com seu tema alterado para combinar com a franquia fictícia Boko da série de TV que o acompanha.
- No filme Homem-Formiga, da Marvel Studios, Michael Pena, interpretando o personagem, assobia a música como guarda de segurança.
- No filme Percy Jackson: Sea of Monsters, de 2013, Percy e Annabeth cantam a música-tema a caminho de Polifemo.

### Televisão
- No episódio dos Simpsons "Selma's Choice", Selma, Bart e Lisa vão a uma paródia de It's a Small World em Duff Gardens, com uma música sobre Duff Beer. Bart diz a Lisa para beber a água, e Selma, farto de suas discussões, a faz ouvi-lo. A água na verdade era cerveja.[27]
- No episódio "Small World", da 5ª temporada de Sons of Anarchy, Jax usa um globo de neve musical "It's a Small World" para espancar um guarda da prisão até a morte como vingança por matar Opie.
- No episódio Family Guy, "The Courtship of Stewie's Father", Stewie é capturado pelos funcionários da Disney World e forçado a cantar no passeio "It's a Tiny World", que é baseado no nome de It's a Small World.
- Em um episódio de Married with Children, em que Al sofre com a falta de atividade cerebral devido à perda de sangue, Jefferson diz que Al pode estar próxima da recuperação e ganhou uma melhor consciência do mundo ao seu redor como "você parou de tocar guitarra para o 'It's A Small World After All'".
- Em um episódio de My Life as a Teenage Robot, a música é ridicularizada.
- No final do episódio 317 do The Muppet Show, a música é interpretada por um coro de Muppets e pelo ator convidado Spike Milligan. Kermit é incapaz de interromper o desempenho, mesmo para os títulos finais.
- No episódio "Two Rode Together", do Golden Girls, Sophia Petrillo visita um bar de hotel e pede ao pianista que toque uma música para ela. Ele começa a cantar com uma voz muito séria, como se estivesse se concentrando na profundidade da letra, antes de chegar ao coro e mudar seu tom para um som cômico na linha "it's small world after all".
- No episódio de Rick e Morty "Anatomy Park", Morty vai a uma paródia de "It's a Small World" em um parque de diversões dentro de um sem-teto, chamado Ruben, enquanto robôs animatrônicos cantam "It's a Small, Small Intestine".[28]

### Brinquedos
- A Mattel lançou uma linha de bonecas baseada no passeio em 1993.
- A Disney Store lançou uma linha de bonecas baseada no passeio em 2013.[29]

### Literatura
- Um livro infantil de 1968, It's a Small World, publicado pela Golden Books, tratava de um garoto órfão chamado Bobby que não fazia ideia de sua linhagem. Quando seu orfanato faz uma viagem à Disneylândia, ele faz um passeio pelo Small World e percebe que pode haver possibilidades de onde vieram seus verdadeiros pais. O livro foi incluído com um disco que continha a música-título.

### The Main Street Electrical Parade
- Durante os anos 80, a atração teve sua própria unidade no The Main Street Electrical Parade na Disneylândia, Walt Disney World e Tokyo Disneyland. As versões Disneyland e Walt Disney World acabaram se livrando delas, e a versão original de Tóquio se aposentou em 1995 com a unidade ainda nela.

A versão de Tóquio do desfile retornou em 17 de junho de 2001 e apresentava carros alegóricos novos para a unidade “é um mundo pequeno”. Tokyo Disneyland Electrical Parade: DreamLights ainda funciona na Disneylândia de Tóquio até hoje e ainda apresenta a atração no desfile.